# John Payne (músico)
John Payne (Luton; 29 de septiembre de 1958) es un músico británico, el cual es conocido por haber sido el vocalista y bajista de la banda Asia de 1992 a 2006 y desde 2007 en Asia Featuring John Payne.
John Payne se convirtió en el reemplazo del vocalista y bajista John Wetton en 1992 por medio de una invitación que le ofreció el líder y fundador de la banda Geoff Downes. Durante la estadía de Payne en el grupo, Asia grabó 6 álbumes de estudio, muchos álbumes en directo, dos álbumes recopilatorios y realizaron giras por todo el mundo.  En 2006 fundó la banda GPS y actualmente es miembro de la misma. Payne es también guitarrista, compositor, ingeniero de sonido y productor.

## Biografía
La primera banda de Payne fue Moonstone,  la cual viajó en una gira por el Reino Unido con grupos reconocidos como Argent.
En 1986, grabó el álbum Let's Spend the Night Together con la banda CCCP, el cual fue certificado plata en los países escandinavos. CCCP estaba conformado por John en la voz, junto con Carlene Carter, hija de Johnny Cash.
También realizó coros en numerosos álbumes de Roger Daltrey, incluyendo los discos Under a Raging Moon y Can't Wait to See the Movie, los cuales fueron publicados en 1985 y 1987 respectivamente.
Payne regresó a Inglaterra, y se reunió con el teclista Andy Nye (ex de Michael Schenker Group) para formar The Passion junto al baterista Clive Burr (Iron Maiden), el bajista Mel Gabbitas y el antiguo guitarrista de Mike Oldfield Anthony Glynne.
John fue considerado para integrarse en la guitarra y vocales a ELO Part II, en 1991, en reemplazo de Jeff Lynne.

### Asia
Después de la salida de John Wetton, Geoff Downes invitó a Payne a unirse a la banda como cantante, bajista, coescritor y coproductor. Payne y Downes siguieron juntos en la agrupación durante 15 años, en los cuales tuvieron varias alineaciones, hasta que eligieron a Guthrie Govan en la guitarra y a Chris Slade en la batería en 1999. Esta formación siguió hasta el 2005, cuando Slade fue sustituido por Jay Schellen.

### GPS
En febrero de 2006, Payne y Downes se separaron, debido a que el segundo se reuniría con los miembros originales de Asia. Payne, junto con Govan y Schellen formaron una nueva banda, la cual llamaron GPS, y reclutaron al teclista Ryo Okumoto, proveniente de Spock's Beard.

### Asia Featuring John Payne
Cuando Downes se separó en el 2006, Payne obtuvo una cierta parte de los derechos del nombre de la banda «Asia». El 9 de mayo de 2006, John Payne, Geoff Downes, John Wetton, Carl Palmer y Steve Howe acordaron contractualmente que John Payne continuara su legado de 14 años con Asia bajo el nombre de «Asia Featuring John Payne».  Asia Featuring John Payne debutó en 2007 con Payne en la voz y el bajo, Guthrie Govan en la guitarra, Jay Schellen en la batería y Erik Norlander en los teclados. Esta alineación realizó una gira en los Estados Unidos en 2008.
En septiembre de 2007, fue lanzado un álbum en vivo Extended Versions (también conocido como Scandinavia), el cual fue grabado en Helsinki, Finlandia, el 8 de diciembre de 2005.
En 2009, fue publicado un EP titulado Military Man, el cual contiene los temas «Military Man» y «Long Way from Home» regrabados en el mismo año, además de un solo de teclado de Erik Norlander.
En el mismo año, Govan fue reemplazado por Mitch Perry, y la gira por EE. UU. continuó en el 2010. Se supone que el álbum de estudio Americana sería publicado en 2012, pero no ha sido lanzado hasta el momento.

## Discografía

### Asia

#### Álbumes de estudio
- Aqua – 1992
- Aria - 1994
- Arena - 1996
- Rare - 1999
- Aura - 2000
- Silent Nation - 2004

#### Álbumes en vivo
- Live in Osaka - 1997
- Live in Köln - 1997
- Live in Philadelphia - 1997
- Live at the Town & Country Club - 1999
- Live Acoustic - 1999
- America: Live in the USA - 2002

#### Álbumes recopilatorios
- Archiva Vol. 1 - 1996
- Archiva Vol. 2 - 1996

#### EP
- Long Way from Home - 2005

#### DVD en vivo
- America: Live in the USA - 2002

### Asia Featuring John Payne

#### Álbumes en vivo
- Extended Versions (también conocido como Scandinavia) - 2006

#### EP
- Military Man - 2009

### Roger Daltrey
- Under Raging the Moon - 1985
- Can't Wait to See the Movie - 1987
- Martyrs & Madmen: The Best of Roger Daltrey - 1997
- Just a Boy
- Gold - 2005

### GPS
- Window to the Soul - 2006

### John Payne
- «Fly Away» - 1984
- «Gonna Give Her All the Love I've Got» - 1984
- «Ride the Storm» - 1987
- Different Worlds - 2008
- «Decoding the Lost Symbol» (sencillo del proyecto Architects of Time) - 2009

### The Passion
- The Passion - 2007

### Geoff Downes NDO
- Vox Humana - 1992
- World Service

### CCCP
- Let's Spend the Night Together - 1986

### Lunatica
- Edge of Infinity - 2006
- Farewell My Love

### Lisa LaRue
- Transformation 2012 - 2009
- World Class
- Fast and Blue

### Otras colaboraciones
- «That's When the Crying Charts» con la banda Stringer - 1982
- «The Secret Affair» con Jupiter Red - 1983
- «Baby Won't Phone» con Quadraphone - 1983
- Bite the Bullet con Bite the Bullet - 1989
- «Dark Horse» con That'll Be the Day - 2002
- «Killer on the Loose» con Billy Sherwood, parte del álbum A Tribute to Thin Lizzy - 2008
- Firewolfe - 2011
- «The Mystic Technocracy» y «Loving the Alien» (cóver de David Bowie), parte del álbum The Mystic Technocracy - Season 1: The Age of Ignorance de Docker's Guild - 2012